# Gran Premi dels Estats Units del 2016
El Gran Premi dels Estats Units de Fórmula 1 de la temporada 2016 s'ha disputat al Circuit d'Austin, del 21 al 23 d'octubre del 2016.

## Resultats de la qualificació
| Pos                  | No | Pilot             | Constructor               | Part 1   | Part 2   | Part 3   | Sortida |
| -------------------- | -- | ----------------- | ------------------------- | -------- | -------- | -------- | ------- |
| 1                    | 44 | Lewis Hamilton    | Mercedes                  | 1:36.296 | 1:36.450 | 1:34.999 | 1       |
| 2                    | 6  | Nico Rosberg      | Mercedes                  | 1:36.397 | 1:36.351 | 1:35.215 | 2       |
| 3                    | 3  | Daniel Ricciardo  | Red Bull Racing-TAG Heuer | 1:36.759 | 1:36.255 | 1:35.509 | 3       |
| 4                    | 33 | Max Verstappen    | Red Bull Racing-TAG Heuer | 1:36.613 | 1:36.857 | 1:35.747 | 4       |
| 5                    | 7  | Kimi Räikkönen    | Ferrari                   | 1:36.985 | 1:36.584 | 1:36.131 | 5       |
| 6                    | 5  | Sebastian Vettel  | Ferrari                   | 1:37.151 | 1:36.462 | 1:36.358 | 6       |
| 7                    | 27 | Nico Hülkenberg   | Force India-Mercedes      | 1:36.950 | 1:36.626 | 1:36.628 | 7       |
| 8                    | 77 | Valtteri Bottas   | Williams-Mercedes         | 1:37.456 | 1:37.202 | 1:37.116 | 8       |
| 9                    | 19 | Felipe Massa      | Williams-Mercedes         | 1:37.402 | 1:37.214 | 1:37.269 | 9       |
| 10                   | 55 | Carlos Sainz Jr.  | Toro Rosso-Ferrari        | 1:37.744 | 1:37.175 | 1:37.326 | 10      |
| 11                   | 11 | Sergio Pérez      | Force India-Mercedes      | 1:37.345 | 1:37.353 |          | 11      |
| 12                   | 14 | Fernando Alonso   | McLaren-Honda             | 1:37.913 | 1:37.417 |          | 12      |
| 13                   | 26 | Daniil Kvyat      | Toro Rosso-Ferrari        | 1:37.844 | 1:37.480 |          | 13      |
| 14                   | 21 | Esteban Gutiérrez | Haas-Ferrari              | 1:38.053 | 1:37.773 |          | 14      |
| 15                   | 30 | Jolyon Palmer     | Renault                   | 1:38.084 | 1:37.935 |          | 15      |
| 16                   | 9  | Marcus Ericsson   | Sauber-Ferrari            | 1:38.040 | 1:39.356 |          | 16      |
| 17                   | 8  | Romain Grosjean   | Haas-Ferrari              | 1:38.308 |          |          | 17      |
| 18                   | 20 | Kevin Magnussen   | Renault                   | 1:38.317 |          |          | 18      |
| 19                   | 22 | Jenson Button     | McLaren-Honda             | 1:38.327 |          |          | 19      |
| 20                   | 94 | Pascal Wehrlein   | MRT-Mercedes              | 1:38.548 |          |          | 20      |
| 21                   | 12 | Felipe Nasr       | Sauber-Ferrari            | 1:38.583 |          |          | 21      |
| 22                   | 31 | Esteban Ocon      | MRT-Mercedes              | 1:38.806 |          |          | 22      |
| 107% temps: 1:43.036 |    |                   |                           |          |          |          |         |
| Font:                |    |                   |                           |          |          |          |         |

## Resultats de la Cursa
| Pos   | No | Pilot             | Constructor               | Voltes | Temps / Retirada | Pos.Sortida | Punts |
| ----- | -- | ----------------- | ------------------------- | ------ | ---------------- | ----------- | ----- |
| 1     | 44 | Lewis Hamilton    | Mercedes                  | 56     | 1:38:12.618      | 1           | 25    |
| 2     | 6  | Nico Rosberg      | Mercedes                  | 56     | +4.520           | 2           | 18    |
| 3     | 3  | Daniel Ricciardo  | Red Bull Racing-TAG Heuer | 56     | +19.692          | 3           | 15    |
| 4     | 5  | Sebastian Vettel  | Ferrari                   | 56     | +43.134          | 6           | 12    |
| 5     | 14 | Fernando Alonso   | McLaren-Honda             | 56     | +1:33.953        | 12          | 10    |
| 6     | 55 | Carlos Sainz Jr.  | Toro Rosso-Ferrari        | 56     | +1:36.124        | 10          | 8     |
| 7     | 19 | Felipe Massa      | Williams-Mercedes         | 55     | +1 lap           | 9           | 6     |
| 8     | 11 | Sergio Pérez      | Force India-Mercedes      | 55     | +1 lap           | 11          | 4     |
| 9     | 22 | Jenson Button     | McLaren-Honda             | 55     | +1 lap           | 19          | 2     |
| 10    | 8  | Romain Grosjean   | Haas-Ferrari              | 55     | +1 lap           | 17          | 1     |
| 11    | 26 | Daniil Kvyat      | Toro Rosso-Ferrari        | 55     | +1 lap           | 13          |       |
| 12    | 20 | Kevin Magnussen   | Renault                   | 55     | +1 lap1          | 18          |       |
| 13    | 30 | Jolyon Palmer     | Renault                   | 55     | +1 lap           | 15          |       |
| 14    | 9  | Marcus Ericsson   | Sauber-Ferrari            | 55     | +1 lap           | 16          |       |
| 15    | 12 | Felipe Nasr       | Sauber-Ferrari            | 55     | +1 lap           | 21          |       |
| 16    | 77 | Valtteri Bottas   | Williams-Mercedes         | 55     | +1 lap           | 8           |       |
| 17    | 94 | Pascal Wehrlein   | MRT-Mercedes              | 55     | +1 lap           | 20          |       |
| 18    | 31 | Esteban Ocon      | MRT-Mercedes              | 54     | +2 laps          | 22          |       |
| Ret   | 7  | Kimi Räikkönen    | Ferrari                   | 38     | Loose wheel      | 5           |       |
| Ret   | 33 | Max Verstappen    | Red Bull Racing-TAG Heuer | 28     | Gearbox          | 4           |       |
| Ret   | 21 | Esteban Gutiérrez | Haas-Ferrari              | 16     | Brakes           | 14          |       |
| Ret   | 27 | Nico Hülkenberg   | Force India-Mercedes      | 1      | Collision damage | 7           |       |
| Font: |    |                   |                           |        |                  |             |       |

Notes
^1  – Kevin Magnussen ha rebut després de la cursa una penalització de 5 segons per un avançament il·legal sobre Daniil Kvyat.